# Josep Serra i Janer
Josep Serra i Janer (Castelladral (Navars), 5 de març de 1921 – Alacant, 19 d'agost de 2001), prevere i poeta català. Va estudiar al seminari de Solsona on, més tard, va exercir de professor de literatura. Poeta tradicional, mestre en gai saber, va publicar Romiatge líric (1950), Madrigals a la Verge del Claustre (1957), Elegia perdurable (1958), Memòria (1969), Cant espars (1974), Les rels de la Pàtria (1975), Retorn a Itaca (1976) i Elegies d'exili (1977); l'obra poètica, publicada o inèdita, ha estat aplegada sota el títol de Plètora (1977). En teatre va publicar Nosaltres pecadors (1961), Entre dos amors (1963) i Albes i crepuscles, a més de l'Oratori de Nadal (1966). És l'autor de novel·les de tema històric com Un senescal del catorzè (1983), L'amor prohibit de la Gioconda (1984) i L'Almogàver (1987).